# Shae Marks
Christy Shae Marks (New Orleans, 1º giugno 1972) è una modella e attrice statunitense.
È stata la playmate di Playboy del maggio 1994.

## Biografia
Shae Marks ha origini Cherokee, irlandesi e francesi; nasce a New Orleans il 1º gennaio 1972. All'età di dieci anni si trasferisce con la famiglia vicino ad Atlanta; mentre frequenta la scuola superiore, Shae si dedica a numerosi sport, tra cui tennis, calcio, nuoto, e cheerleading. Si iscrive alla facoltà di giornalismo della West Georgia University, ma decide in seguito di abbandonare gli studi e di tornare a New Orleans; recatasi a Houston nel 1993 per fare visita ad alcuni amici, la ragazza viene notata da un talent scout di Playboy e vola a Los Angeles per il suo primo ingaggio.
Nel maggio 1994 Shae appare come playmate di Playboy, evento che le spiana la strada nell'ambiente. Oltre a posare numerose volte per Playboy (anche in speciali come Book of Lingerie), Shae posa anche per riviste come Frederick's of Hollywood, Venus Swimwear e Swimwear Illustrated.
Per quanto riguarda il suo lavoro di attrice, Shae ha recitato in diversi film di genere azione/erotico e in alcune serie televisive, come Baywatch, Sposati... con figli e Black Scorpion, oltre che in numerosi speciali e documentari di Playboy.
Shae Marks è nota per le scene di lesbismo softcore; fra le sue partner sono da ricordare Lisa Boyle (con cui fa dei servizi fotografici), Monique Parent (con cui recita nel film Scoring), Linda O'Neil (con cui ha posato per scatti ispirati al mondo fetish e bondage) e la playmate '93 Carrie Westcott (con cui ha posato per diversi servizi fotografici e con cui ha girato una scena di sesso nel documentario erotico Playboy Real Couples: Sex in Dangerous Places).
Shae Marks si ritira ufficialmente dal mondo dello spettacolo nel 2005.

### Vita privata
Shae Marks ha detto di essere legata alla collega Carrie Westcott anche nella vita privata e in un'intervista di Playboy's Behind the Scenes le due modelle hanno detto di aver avuto un vero rapporto sessuale la notte prima delle riprese di Playboy Real Couples: Sex in Dangerous Places, oltre ad aver convissuto per un certo periodo. Nonostante questo, Shae si considera tendenzialmente eterosessuale.
Nel 1998 Shae Marks sposa un uomo conosciuto cinque anni prima sul volo per Los Angeles; la coppia ha due figli, uno nel 1999 e uno nel 2006. La modella si fa inoltre ridurre il seno, ingrandito notevolmente anni prima con un intervento di mastoplastica additiva.

## Filmografia parziale
- Cover Me (1995)
- Scoring (1995)
- Day of the Warrior (1996)
- Blue Heat: The Case of the Cover Girl Murders (1997)
- Playboy Real Couples: Sex in Dangerous Places (1995)
- Playboy Voluptuous Vixens (1997)
- Playboy Gen-X Girls (1998)
- Playboy Blondes, Brunettes, Redheads (1991)
- L.E.T.H.A.L. Ladies: Return to Savage Beach (1998)
- Love Stinks (1999)
- Sting of the Black Scorpion (2001)

### Apparizioni televisive
- Baywatch (1995)
- Alta marea (1995)
- Sposati... con figli (1995)
- WWE Monday Night Raw (1996)
- Due poliziotti a Palm Beach (1996)
- Viper (1997)
- Renegade (1997)